# Staré Hradiště
Staré Hradiště là một làng thuộc huyện Pardubice, vùng Pardubický, Cộng hòa Séc.